# منتخب أذربيجان تحت 17 سنة لكرة القدم للسيدات
منتخب أذربيجان تحت 17 سنة للسيدات لكرة القدم (بالأذرية: Azərbaycan U-17 qızlardan ibarət milli futbol komandası)‏ هو ممثل أذربيجان الرسمي في المنافسات الدولية في كرة القدم في فئة كرة قدم تحت 17 سنة للسيدات، يديريه اتحاد أذربيجان لكرة القدم.